# Johann Friedrich Gräfe
Johann Friedrich Gräfe (* 1711 in Braunschweig (?) (getauft 7. Mai 1711 in Wustermark Kreis Nauen); † 5. oder 8. Februar 1787 in Braunschweig) war Beamter und als Komponist ein Dilettant, ist aber heute nur noch als solcher bekannt.
Er war Post- und Kammerrat des Fürstentums Braunschweig-Wolfenbüttel. Als Amateurkomponist war er seinerzeit durchaus anerkannt. Die Zuschreibung seiner Musik gilt als nicht immer sicher. Seine Tochter heiratete den Schriftsteller Johann Arnold Ebert.

## Bühnenwerke
- Herkules auf dem Oeta. In Einem Aufzuge / Komponiert vom Herrn Musikdirektor Gräfe zu Hannover. Text von Johann Benjamin Michaelis Michaelis. Singspiel in einem Akt, 1782 (Musik auch Anton Schweitzer und J. A. Schmittbauer zugeschrieben).

## Werke (Auswahl)
- Sammlung verschiedener und auserlesener Oden zu welchen von den berühmtesten Meistern in der Music eigene Melodeyen verfertigt worden, besorgt und herausgegeben von einem Liebhaber der Music und Poesie. (1737, 1739, 1741, 1743) 4 Teile in 1 Band, Hildesheim: Olms 2008 (Dokumentation zur Geschichte des deutschen Liedes 13). ISBN 978-3-487-13634-9
- Oden und Schäfergedichte in die Musik gesetzt und hrsg. von Johann Friedrich Graefe. Leipzig: Breitkopf, 1744.
- Sonnet auf das von Ihrer Koenigl. Hoheit der Churprinzessin zu Sachsen selbst verfertigte, in Musik gesetzte und abgesungene Pastorell Il Trionfo della fedeltà : womit zugleich eine neue Art Noten zu drucken bekannt gemachet wird, die Musik ist vom Herrn Graefen. Faks.-Druck der Ausg. Leipzig 1755, Leipzig: Breitkopf & Härtel, 1919.
- Funfzig Psalmen, geistliche Oden und Lieder / zur privat und öffentlichen Andacht in Melodien mit Instrumenten gebracht, von Johann Friedrich Gräfen. Braunschweig: Fürstl. Waysenhaus. Buchhandlung; Leipzig: Breitkopf, 1760.